# Nembe
Pour les articles homonymes, voir Nembe (homonymie).
Nembe est une zone de gouvernement local de l'État de Bayelsa au Nigeria.

## Royaume de Nembe
Le royaume de Nembe est dirigé par l'Amayanabo d'Opu-Nembe. Le roi actuel est Biobelemoye Josiah (Ogbodo VIII).

## Source
- (en) Cet article est partiellement ou en totalité issu de l’article de Wikipédia en anglais intitulé « Nembe » (voir la liste des auteurs).